# Operatie Aderlass
Operatie Aderlass is de naam voor een onderzoek naar dopingpraktijken uitgevoerd door de Duitse arts Mark Schmidt uit Erfurt. Sporters uit verschillende disciplines zijn genoemd als vermeende klanten van Schmidt, die illegale bloedtransfusies met het oog op het verbeteren van prestaties hebben gekregen. Verschillende van hen hebben inmiddels bekend.

## Geschiedenis
De zaak kwam voor het eerst aan het licht door de verklaring van langlaufer Johannes Dürr eind februari 2019. Hij noemde Mark Schmidt als hoofd van een operatie die systematisch bloedtransfusies heeft uitgevoerd. Schmidt was eerder teamarts bij zowel het Gerolsteiner- als het Milram-wielerteam. In oktober 2009 beschuldigde Bernhard Kohl, die tijdens het rijden voor Gerolsteiner in 2008 op doping was gecontroleerd, Schmidt ervan de dopingpraktijken te hebben overzien. Schmidt ontkende de beschuldigingen. Na de verklaringen van Dürr voerde de politie een inval in kantoren in Erfurt uit op 27 februari 2019. Het onderzoek werd uitgevoerd door de dopingwerkgroep van de politie van München. Schmidt werd in 2021 veroordeeld tot een gevangenisstarf van bijna vijf jaar voor het runnen van 'een dopingpraktijk waarbij hij zeker 23 topsporters uit acht landen van bloeddoping en groeihormonen voorzag'. De ARD kwam voor de Tour de France van 2025 met het bericht dat er bij de ploeg INEOS Grenadiers een persoon actief was die in verband wordt gebracht met Operatie Aderlass. Deze persoon bleek David Rozman te zijn, een voormalig masseur van Chris Froome en Bradley Wiggins.

### Betrokken atleten
Op 20 maart 2019 bevestigden de openbare aanklagers in Beieren dat in totaal 21 atleten werden verdacht van betrokkenheid bij de zaak. Niet alle namen werden aanvankelijk bekendgemaakt, om het onderzoek niet te verstoren. In mei 2020 werd bekend dat er 50 atleten als verdachten waren aangemerkt.

#### Langlaufen
Na de verklaringen van Dürr arresteerde de Oostenrijkse politie vijf atleten op de Wereldkampioenschappen noords skiën 2019 in Seefeld in Tirol. Dit waren de langlaufers Max Hauke en Dominik Baldauf uit Oostenrijk, Andreas Veerpalu en Karel Tammjärv uit Estland, evenals Alexey Poltoranin uit Kazachstan. In 2019 bekende de Estlandse langlaufer Algo Kärp ook het gebruik van bloeddoping.

#### Wielrennen
In maart 2019 gaf Stefan Denifl toe bloeddoping te hebben gebruikt, nadat hij was opgepakt.
In maart 2019 kwam ook Georg Preidler in opspraak wegens betrokkenheid bij de dopingaffaire.
Op 13 mei 2019 bekende Danilo Hondo in een interview met de Duitse omroep ARD dat hij in 2011 bloeddoping (gefaciliteerd door Schmidt) had gebruikt. Hij werd vervolgens ontslagen als coach van de Zwitserse wielerfederatie.
Op 14 mei 2019 bracht de Franse krant Le Monde dat de gepensioneerde Italiaanse sprinter Alessandro Petacchi naar verluidt in 2012 en 2013 met Schmidt had gewerkt. Petacchi ontkende de beschuldigingen, maar werd toch een dag later voorlopig geschorst door de UCI. Naast Petacchi werden ook Kristijan Koren, Kristijan Đurasek en Borut Božič voorlopig geschorst. Koren en Đurasek waren respectievelijk de Ronde van Italië 2019 en de Ronde van Californië 2019 aan het rijden, terwijl Božič werkte voor het Bahrain-Merida-team.
Op 19 mei 2019 meldde de Italiaanse krant Corriere della Sera dat de Sloveen Milan Eržen ook gelinkt werd aan Operatie Aderlass. Eržen fungeerde op dat moment als managing director van het Bahrain-Merida-team. Op 22 mei werd aangekondigd dat de UCI in verschillende onderzoeken de activiteiten van Eržen en het Sloveense wielrennen in het algemeen onderzocht.
Op 21 februari 2020 bekende Pirmin Lang dat hij jarenlang doping gebruikte nadat hij onderzocht werd door Operatie Aderlass.
Op 30 mei 2020 werd bekend dat het CADF onderzoek doet naar doping bij renners uit de Tour de France in 2016 en 2017. Het onderzoek gebeurt op verzoek van de UCI en naar aanleiding van getuigenverklaringen uit Operatie Aderlass.

#### Mountainbiken
In 2019 maakte de UCI bekend dat de Oostenrijkse mountainbikester Christina Kollmann-Forstner verdacht werd van het overtreden van de dopingreglementen.